# Douglas Lamb
Douglas Lamb (nascido em 22 de maio de 1968) é um ex-ciclista belizenho.

## Olimpíadas
Competiu pelo Belize no ciclismo de estrada dos Jogos Olímpicos de Verão de 1992.